# Manuel Mathieu
Manuel Mathieu (né en octobre 1986) est un artiste visuel contemporain haïtien, surtout connu comme peintre d’œuvres abstraites qui souvent évoquent des formes figuratives dans des environnements indéfinissables. Mathieu s’inspire des cultures visuelles haïtiennes, ainsi que des mouvements artistiques occidentaux tels que l’expressionnisme et l’existentialisme. Sa pratique conjugue des techniques formelles et des mouvements de l'art contemporain haïtien pour explorer les phénoménologies des relations humaines relatives à la dynamique du pouvoir, la loyauté, l'amour, la nature, l'expérience subjective et l'écriture de l'histoire.

## Jeunesse et formation
Manuel Mathieu est né le 9 octobre 1986, à Port-au-Prince (Haïti). Ses parents sont haïtiens et ont élevé leurs enfants avec de grandes attentes en matière de réussite scolaire. Son père, Philippe Mathieu, est agronome et sa mère a un doctorat en psychologie. Il a deux sœurs plus jeunes qui toutes deux résident au Canada. Lorsqu’il avait 15 ans il s’est rapproché de son cousin, l’artiste avant-gardiste haïtien Mario Benjamin. Il allait souvent chez lui, un endroit rempli de magazines, de catalogues d’art et de sculptures. Chez Benjamin il a fait la connaissance d’artistes qui ont influencé son propre travail, des pionniers tels que Mona Hatoum et Glenn Ligon. Benjamin a partagé avec ce dernier son approche de la pratique artistique, très liée à son environnement tout en étant critique envers le panorama socio-politique d’Haïti.
À l'âge de 19 ans, Mathieu s'installe au Québec chez sa grand-mère, qui avait émigré au Canada avec ses enfants et sans son mari, un colonel du régime dictatorial de Jean-Claude Duvalier. Lorsqu'il a déménagé à Blainville, au Québec, il a commencé à peindre, ainsi qu'à faire de la photographie et de l'art vidéo plus intensément avec le soutien de sa grand-mère.
En 2010, il a obtenu un bachelor en arts visuels et médias à l'Université du Québec à Montréal. En 2016, il a acquis une maîtrise en beaux-arts à Goldsmiths, à l’Université de Londres, en Angleterre. Depuis lors, Manuel est devenu un artiste international reconnue et représenté par la galerie d'art Hugues Charboneau (Canada), la galerie HDM à Pékin (Chine) et Pilar Corrias à Londres (Royaume-Uni).

## Influence artistique et style
En 2016, un an après son programme de troisième cycle chez Goldsmiths, Mathieu a été victime d’un accident de moto presque mortel, avec délit de fuite du coupable. Il a souffert d'une grave commotion cérébrale, d'un traumatisme facial, de fractures de la mâchoire et de la perte de mémoire à court terme. Cette expérience a eu une influence sur le sujet de son mémoire de maîtrise en beaux-arts : « One Future ». Après son rétablissement physique, et n’ayant plus aucune trace visible de son accident, il a voulu exprimer ce qui persistait chez lui de façon innée. Il a trouvé une corrélation entre son traumatisme invisible et celui de son pays après la dictature de Duvalier. Dans « Un avenir » il a examiné le régime Duvalier dans le but de faire face au traumatisme national qui était rarement abordé collectivement. L'accident l'a également rapproché de sa famille et a renforcé ses amitiés. De nombreux portraits dessinés par Manuel concernent son entourage immédiat.
Les principaux sujets de l’œuvre de Mathieu sont façonnés par des processus déconstruits, alors qu'il développe un langage visuel qui repousse les limites des représentations figuratives et de ce qui est considéré comme figuratif. Il extrapole des techniques formelles abstraites pour représenter des personnages et des sujets haïtiens historiques, créant un langage visuel qui indique son point de vue à travers des considérations interprétatives. La transparence de l’œuvre de Mathieu en ce qui concerne la texture, la composition et la thématique souligne sa pratique et son souci profond de découvrir le pouvoir et les structures spirituelles derrière les modes de pensée, de comportement et de manifestations de la réalité.
Ses peintures reproduisent souvent des documents classés, tels que des vidéos et des photographies, afin de faire ressortir l'effacement, l'invisibilité et la curiosité et les questions qui en découlent face aux vides narratifs. Il explore cette sensation comme une réalité collective de la diaspora noire imposée violemment par le silence historique et la marginalisation.
En tant qu’artiste multidisciplinaire, il puise dans diverses pratiques musicales — l’improvisation et la répétition du jazz — et des processus matériels qui lui permettent d'élargir et de diversifier son approche d’un sujet qu'il explore au fil des années. Mathieu fait constamment référence aux cultures visuelles haïtiennes de l'hybridité religieuse, comme celle du mouvement Poto-Mitan, à l'écologie ou à la nature, telle qu'elle est représentée dans d'autres mouvements comme le Saint Soleil.
Les critiques de ses expositions, en particulier celles présentant Pendulum, ont souligné la résonance émotionnelle et la profondeur conceptuelle du projet. L’œuvre a été décrite comme un tournant crucial dans la carrière de Mathieu, reflétant son exploration approfondie de l’histoire, des traumatismes et de la résilience spirituelle. Ces expositions, organisées dans des lieux prestigieux comme la Power Plant Contemporary Art Gallery de Toronto et le Museum of Contemporary Art de Miami, ont solidifié la réputation de Mathieu en tant qu'artiste qui transcende les formes et les thèmes traditionnels, créant des œuvres qui résonnent avec les histoires personnelles et collectives.

### Dessins et autres supports
Mathieu travaille également dans les domaines du dessin, du textile, de la vidéo et de l'installation artistique. Ses dessins sont conçus à des échelles plus petites que ses peintures. C'est à travers ses dessins que d'importants progrès ont eu lieu dans sa pratique de la peinture.
Ses courts métrages repoussent les limites de la narration conceptuelle dans son étude perpétuelle de la façon dont les croyances et l'histoire façonnent nos perspectives et nos réactions aux événements politiques ou intimes. L’un des projets cinématographiques les plus célèbres de Mathieu, Pendulum (2023), illustre cette approche multidisciplinaire. Le projet a été exposé à l'échelle internationale et a reçu une reconnaissance importante, ce qui a valu à Mathieu le prix du meilleur court métrage du Festival international du film sur l'art. Pendulum a été présenté dans des expositions majeures dans des lieux tels que le Power Plant Contemporary Art, la Gallery TPW de Toronto, le Saint-Louis Art Museum, le Perez Art Museum de Miami et le Museum of Contemporary Art Miami.

### Solo
- 2024 - Dwelling on the Invisible, Museum of Contemporary Art North Miami, Miami, USA
- 2024 - World Discovered Under Other Skies, Museum of Contemporary Art North Miami, Miami, USA
- 2024 - The End of Figuration, De La Warr Pavilion, Bexhill-on-Sea, UK
- 2023 - Rising From the Ashes, K11 Art Foundations, Shanghai, Wuhan and Shenyang, China
- 2023 - World Discovered Under Other Skies, Owens Art Gallery, Sackville, Canada
- 2022 - Dear mélancolie, Galerie Hugues Charbonneau, Montréal, Canada
- 2022 - Keeping Things Whole, Pilar Corrias, London, UK
- 2022 - Silk Road Traveler, Lethe’s wanderer, Fondation Longlati, Shanghai, Chine
- 2022 World Discovered Under Other Skies, ICA Plug In, Winnipeg, Art Gallery of Alberta, Edmonton, Art Gallery of Windsor, Canada
- 2021 - Son of Voodoo, HdM Gallery, Beijing, China
- 2021 - Build Within You, Matthew Brown, Los Angeles, USA
- 2021 - Negroland: A Landscape of Desires, Kavi Gupta Gallery, Chicago, USA
- 2020 - World Discovered Under Other Skies, The Power Plant Contemporary, Toronto, Canada

- 2020 - Survivance, Montreal Museum of Fine arts, Montreal, Canada

- 2019 - Wu ji, HDM Gallery, Beijing, Chine
- 2018 - The Spell on You, Maruani Mercier, Bruxelles, Belgique
- 2018 - Nobody is watching, Kavi Gupta Gallery, Chicago, États-Unis
- 2017 - Truth to Power, Tiwani Contemporary Gallery, Londres, Royaume-Uni
- 2017 - Art Brussels, Maruani Mercier, Bruxelles, Belgique
- 2016 - One Future, Goldsmiths Graduating Show, Royaume-Uni
- 2012 - Prémices / Open-Ended, Montréal arts interculturels, Montréal, Canada

### Groupe
- 2024 - Toronto Biennial of Art: Precarious Joys, TPW Gallery, Toronto, Canada
- 2024 - Abstraction (re)creation, Consortium Museum, Dijon, France
- 2024 - Soft Power, DAS MINSK Kunsthaus, Potsdam, Allemagne
- 2024, Ré-enchantement, Thaddaeus Ropac, Paris, France
- 2024 - Les doigts dans la terre, les yeux vers le ciel, Galerie Hugues Charbonneau, Montréal, Canada
- 2023 - Riopelle, à la croisée des temps, Musée des beaux-arts du Canada, Ottawa, Canada
- 2023 - SHIFT: Ecologies of Fashion, Form + Textile, Griffin Art Projects, Vancouver, Canada
- 2023 - Julien Creuzet : Oh téléphone, oracle noir (...), Le Magasin Centre national d’art contemporain, Grenoble, France
- 2023 - Elsewheres, UTA Artist Space, Los Angeles, USA
- 2023 - A voice answering a voice, Tanya Leighton Gallery, Los Angeles, USA
- 2023 - Hervé Télémaque: Double Language, digital program, Serpentine, London, UK
- 2022 - Body Language, Andrew Kreps Gallery, New York, USA
- 2022 - Fellbach Triennial, Fellbach, Allemagne2021 - Fragments of Epic Memory, AGO - Art Gallery of Ontario, Toronto, Canada
- 2021 - Social Works II, Gagosian, London, UK
- 2021 - In the Eye of the Storm, Z33 House for Contemporary Art and Architecture, Hasselt, Belgique
- 2021 - North by Northeast : Contemporary Canadian Painting, Kasmin, New York, USA
- 2021 - La machine qui enseignait des airs aux oiseaux, Contemporary Art Museum of Montreal, Montreal, Canada
- 2020 - Relations: Diaspora and Painting, Phi Foundation, Montreal, Canada

- 2019 - The other side of now, Pérez Art Museum Miami, Miami, États-Unis
- 2019 - Over my Black Body (avec Nakeya Brown, Marilou Craft, Erika DeFreitas, Amartey Golding, Stanley Février, Chloé Savoie-Bernard), Galerie de l'UQAM, Montréal, Canada[12],[13]
- 2018 - Arco Madrid, Maruani Mercier, Madrid, Espagne
- 2018 - CIRCA 2018 benefit exhibition, Montréal, Canada
- 2018 - Playlist, Antoine Ertaskiran, Montréal, Canada
- 2018 - Nous sommes ici, d’ici : L’art contemporain des Noirs canadiens[14], Musée des beaux-arts de Montréal, Montréal, Canada
- 2017 - We are all very anxious, Dye House 451, Londres, Royaume-Uni
- 2017 - In-visibilité Ostentatoire, Fondation Clement, Martinique
- 2016 - Deptford X Festival, London, Royaume-Uni (commande)
- 2016 - Will Nature Make a Man of Me Yet? PI Artworks, London, Royaume-Uni
- 2016 - Myth Material, TAP, Londres, Royaume-Uni
- 2014 - Haïti, 2 centuries of creations, Grand Palais, Paris, France
- 2014 - Consisting of superposed Layers that sometimes partially merged, POPOP Gallery, Montréal, Canada
- 2014 - Les Contemporains, Artv Studio, Montréal, Canada
- 2014 - Les Contemporains, Musée d'art contemporain de Montréal, Canada
- 2014 - Les Ateliers TD, ARSENAL, Montréal, Canada
- 2013 - In Extremis: Death and Life in 21st Century Haitian Art, Musée de la civilisation au Québec, Québec, Canada
- 2013 - On Common Ground, Art Museum of the Americas, Washington, D.C., États-Unis
- 2013 - Haïti: Radical and contemporary, Grande Finale - 2013 A.R.T Fabric, Freland, France
- 2012 - Haïti: Radical and contemporary, Musée du Montparnasse, Paris, France

## Collections et Prix

### Collections publiques et privées

#### États-Unis
- La Collection Joyner/Giuffrida
- La Famille Rubell
- JP Morgan
- Hort’s Family
- Jorge Pérez
- Beth DeWoody Collection
- Institute of Contemporary Art (Miami)
- Trixmedia Los Angeles
- HALL Collection

#### Canada
- Hydro Québec
- Musée des beaux-arts de Montréal
- Musée de la civilisation[15]
- Musée national des beaux-arts du Québec[16]
- Musée d'art contemporain de Montréal
- National Gallery of Canada
- Caisse de dépôt et placement du Québec
- Claridge Collecton
- Collection Desjardins
- Collection Fonds Hamelys
- Collection Majudia
- KPMG
- RBC
- TD Bank Corporate Art Collection

#### LEBANON
- Aïshti

#### CHINA
- Start Museum
- Cloud CAC
- Contemporary Gallery Kunming
- Longlati Foundation
- Luokung Technology Cor

#### ISRAEL
- Igal Ahouvi Collection

### Prix
- 2025 - Ordre des arts et des lettres du Québec
- 2024 - Médaille du roi Charles III
- 2023 - Meilleur court métrage pour Pendulum, Festival international du film sur l'art
- 2020 - Prix Sobey pour les arts[17], Canada
- 2015 - Fig2[18], Royaume-Uni